# لورانس سلوبودكين
ولد لورانس بي. (لاري) سلوبودكين (بالإنجليزية: Lawrence B. Slobodkin)‏ في 22 يونيو 1928 في ذا برونكس وتوفي في 12 سبتمبر 2009 في أولد فيلد، نيويورك. لورانس عالم بيئة أميركي، وأستاذ فخري في قسم البيئة والتطور في جامعة ستوني بروك، جامعة ولاية نيويورك. واحدٌ من أبرز رواد علم البيئة الحديث. ساعد تفكيره وأبحاثه المبتكرة، وتدريسه المثير، وقيادته الملهمة في تحويل علم البيئة إلى علم حديث، مع روابط عميقة بالتطور.

## عمله
بحث هتشينسون، أحد علماء البيئة الأكثر شهرة في القرن العشرين، عن مبادئ نظرية واسعة لعلم البيئة، وساعده طلابه في بناء إطار نظري ورياضي حديث على أسس وضعها فولتيرا وغوس بالفعل. لعب سلوبودكين دورًا مهمًا في تطوير هذا الإطار من خلال أبحاثه وتدريسه، وكتابه المؤثر جدًا، نمو وتنظيم الثروة الحيوانية، والذي كان بمثابة مخطط لأجيال من طلاب علم البيئة على جميع المستويات. بحثه الدكتوراه، دراسة تفصيلية لدور الهيكل العمري في النمو لمجموعات تجريبية من برغوث الماء الذي ينتمي إلى القشريات الصغيرة جدًا، يلخص منهجه: اختبار تجريبي كمي لنظرية رياضية معد للتطبيق على نطاق واسع.

### جامعة ميشيغان
كان سلوبودكين رائدًا في استخدام المسعرية كأداة لدراسة «كفاءة» تدفق الطاقة في النظم البيئية في جامعة ميشيغان، وهو مجال ترك فيه عمله التجريبي الرائد إرثًا دائمًا. بدأ برنامجًا بحثيًا حول الهيدرية البنية والخضراء، بحث فيه مشكلات مثل الدور المشترك للغذاء والافتراس في الحد من النمو السكاني، واستمرارية التفاعلات بين الأنواع التي تقع بين التقايض والتطفل.
كتب إلى جانب نيلسون هيرستون الأب، وفريدريك سميث واحدة من أكثر الأوراق تأثيرًا في تاريخ علم البيئة، وهو مقال من أربع صفحات في مجلة ذا أميركان ناتشورلست وما يزال مطلوبًا للقراءة للعديد من الطلاب في هذا المجال. قدم العرض تحت عنوان «دراسة»، ويشار إلى الورقة غالبًا بـ(إتش إس إس) نسبةً إلى هيرستون، وسميث، وسلوبودكين، فرضيةً بسيطةً ولكنها مبررة منطقيًا لتنظيم المجموعات في كل مستوى غذائي في النظم البيئية الأرضية.
برهنوا أن «العالم أخضر»، على الرغم من الشهية النهمة، والتنوع الهائل للحيوانات العاشبة، لأن مجموعات الحيوانات العاشبة يُكبح جماحها من قبل أعدائها الطبيعيين، الحيوانات المفترسة، وأشباه الطفيليات، والطفيليات، ومسببات الأمراض. كانت هذه الفرضية مثيرةُ للجدل وملهمةً على حد سواء، وحفزت أبحاثًا لاحقةً عن التفاعلات الغذائية الثلاثية، وديناميكيات الشبكة الغذائية، والشلالات الغذائية.
شارك لاري سلوبودكين بحماسة رؤيته الشخصية للعلوم باعتبارها شكلًا من أشكال الفن. بالتالي طلب من فئة من طلاب المرحلة الجامعية أن ينظروا عن كثب إلى الهيكل العظمي المثبت لقطة أحضرها معه إلى الغرفة، ولكن أن ينظروا إليها أولًا باعتبارها مثالًا على التدفق البصري شبيهة بالتمثال وثم فقط كمثال على التكيف. كانت بصيرته السريعة والمتطورة، والتي تشبه محادثاته وتعليمه، أسطوريةً. وصف العبقرية الموسيقية التي وهٍبت للأجيال المتعاقبة من عائلة باخ لتوضيح مبادئ الوراثة، خلال محاضرة في جامعة ميشيغان، والتي عقدت في قاعة المحاضرات في الطابق السفلي حيث أحيطت المنصة بباب إلى رصيف تحميل المبنى. في تلك اللحظة، صدر صخب كبير عن علب القمامة من منطقة التحميل. بالكاد توقف الضجيج عندها علق سلوبودكين ساخرًا: «يفضل عمال النظافة هنا تشايكوفسكي».

### جامعة ولاية نيويورك في ستوني بروك
في الوقت الذي انتقل فيه إلى جامعة ولاية نيويورك في ستوني بروك في عام 1968، كان سلوبودكين واحدًا من أكثر علماء البيئة شهرةً في العالم. أسس هناك قسم البيئة والتطور، وكان الأول من نوعه، وسرعان ما أصبح معروفًا كقسم بارز في هذا المجال برئاسته.
أثناء تواجده في ستوني بروك، شغل سلوبودكين منصب رئيس القسم لمدة خمس سنوات، وأدار برنامج الدراسات العليا لمدة سبع سنوات، بالإضافة إلى أنه عمل كمحرر مشارك في مجلة ذا أميركان ناتشورلست، وكتب كتابين آخرين، آخرهما دليل المواطن عن علم البيئة. أصبح كثير من طلبة الدكتوراه الذين وجههم أولًا في جامعة ميشيغان، ثم في جامعة ستوني بروك علماء معروفين في علم البيئة، والعلوم البيئية، وعلم الأحياء التطوري.